# Jozo Radoš
 (décembre 2023).
Si vous disposez d'ouvrages ou d'articles de référence ou si vous connaissez des sites web de qualité traitant du thème abordé ici, merci de compléter l'article en donnant les références utiles à sa vérifiabilité et en les liant à la section « Notes et références ».
Jozo Radoš (né le 3 novembre 1956 à Seonica (Tomislavgrad), en Bosnie-Herzégovine) est un homme politique croate membre de l'Alliance civique libérale (GLAS).

## Biographie
Le 25 mai 2014, il est élu député européen dans une coalition de centre gauche. Initialement membre du Parti populaire croate - Démocrates libéraux (HNS), il rejoint l'Alliance civique libérale en juillet 2017.